# Jean-Marie Dedecker

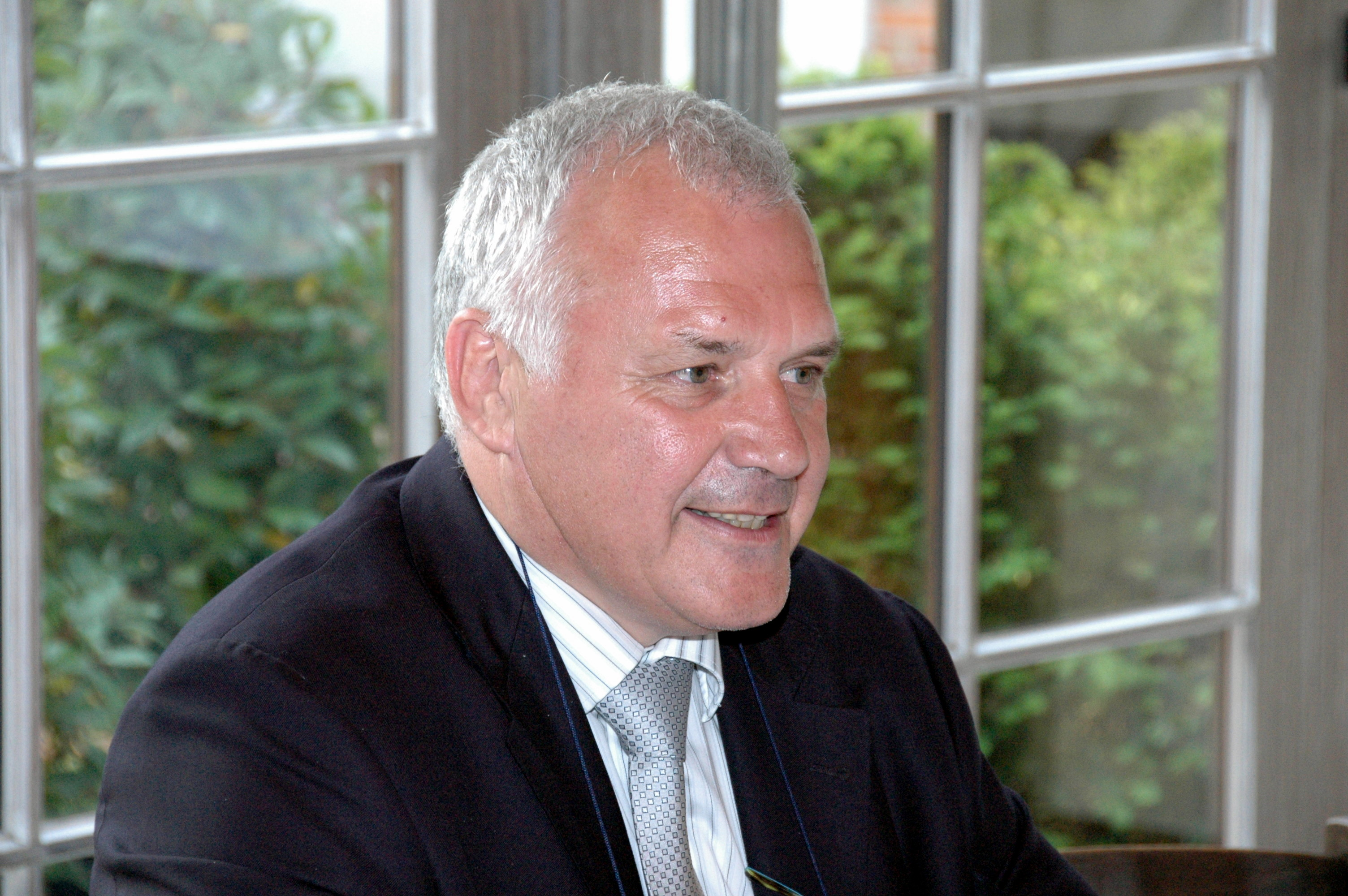

Jean-Marie Dedecker (13 de junio de 1952, Nieuwpoort), es un judoca y político belga de origen flamenco que ha sido ganador de una medalla de plata en el campeonato del mundo de 1981 y además entrenador de las judocas belgas, como Ingrid Berghmans y Ulla Werbrouck, entre 1981 y 2000. Después, postuló como candidato por el VLD (Liberales y Demócratas Flamencos). En diciembre de 2004, compitió contra otro candidato Bart Somers para la función de presidente del partido. Somers ganó con el 50,5% de los votos mientras que Dedecker solo obtuvo el 38,5%.